# Пономаренко, Иван Кондратьевич
Пономаренко Иван Кондратьевич (1 мая 1940, Харьковская область — 21 октября 1999, Кременчуг) — глава Автозаводского района города Кременчуг (Полтавская область Украины) с 1977 по 1990 год, председатель горисполкома с 1990 по 1994 год и с 1995 по 1997 год, городской голова с 1997 по 1998 год.

## Биография
Иван Кондратьевич Пономаренко родился 1 мая 1940 на Харьковщине. С 1962 по 1967 год обучался в Харьковском автомобильно-дорожном институте. По окончании института был направлен по распределению на автобазу в город Комсомольск (ныне — Горишние Плавни), где работал инженером, начальником производственного отдела и, наконец, заместителем директора. В 1969 году назначен директором автобазы. 
С 1970 года Пономаренко работал секретарем партийного комитета производственного автотреста в Кременчуге, заведующим отделом городского комитета партии. В 1977 году вступил в должность председателя исполкома Автозаводского районного Совета народных депутатов. Руководил городом с 1990 по 1994 год, а также с 1995 по 1998 год. 
21 октября 1999 года Иван Кондратьевич умер после тяжёлой болезни.

## Память

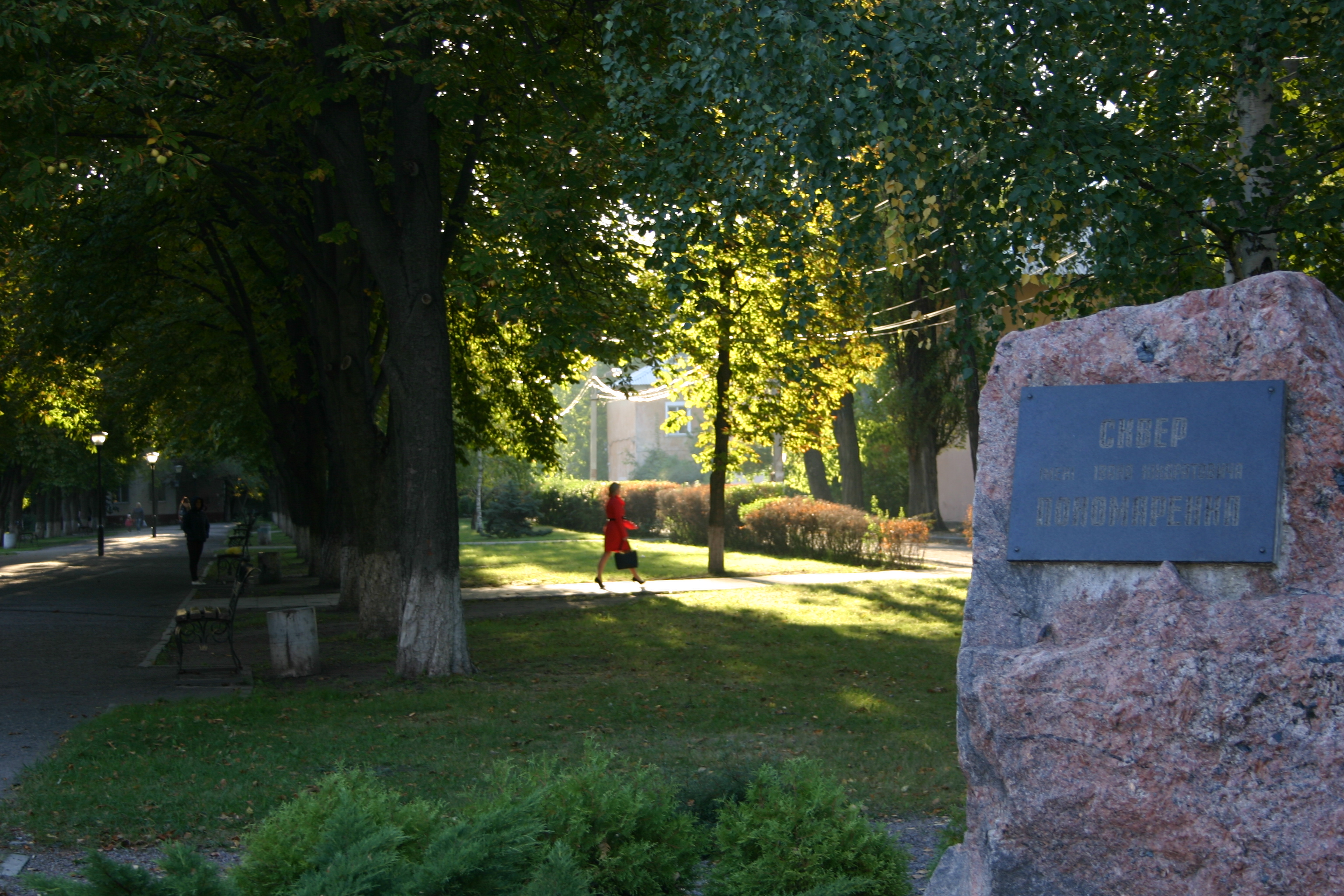
Сквер Пономаренко с памятным камнем

В 2001 году по инициативе представителей руководства Полтавской области, Кременчуга и, в частности, Автозаводского района, один из скверов города был переименован в сквер имени Пономаренко. Открытие состоялось 1 мая, в день рождения бывшего городского главы. В сквере был установлен памятный камень.